# اسکجیت والی

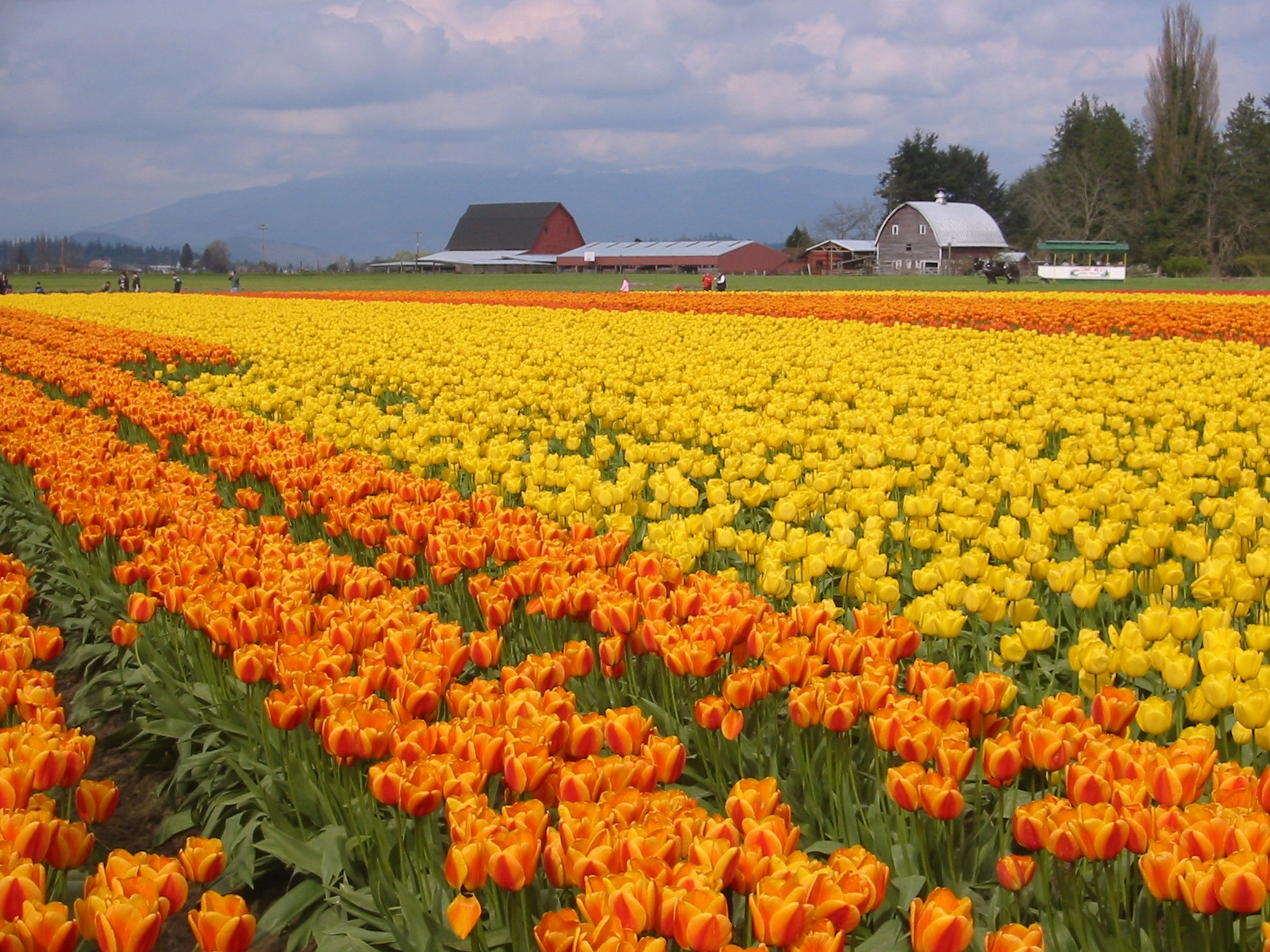
گلزارهای لاله در اسکجیت والی

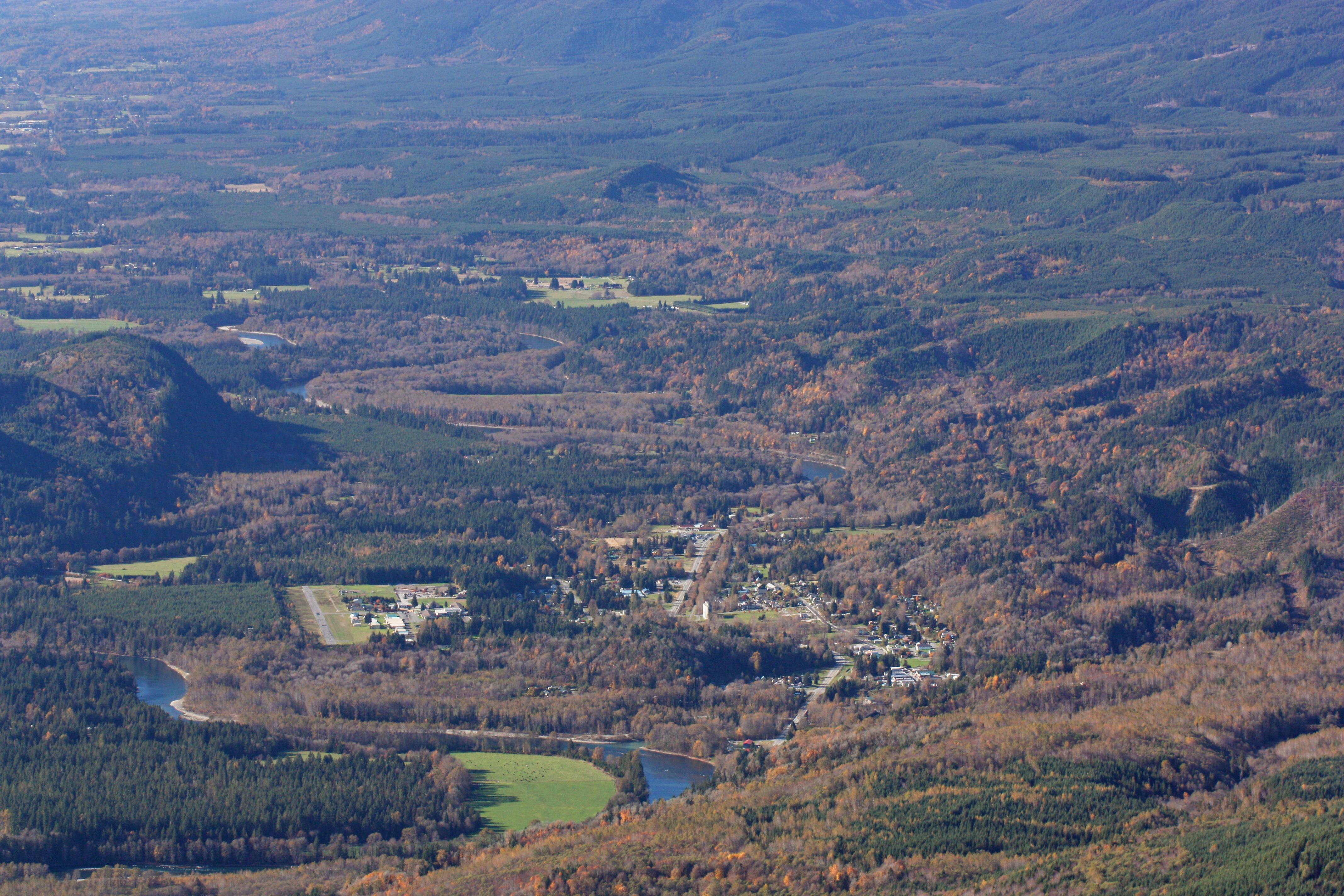

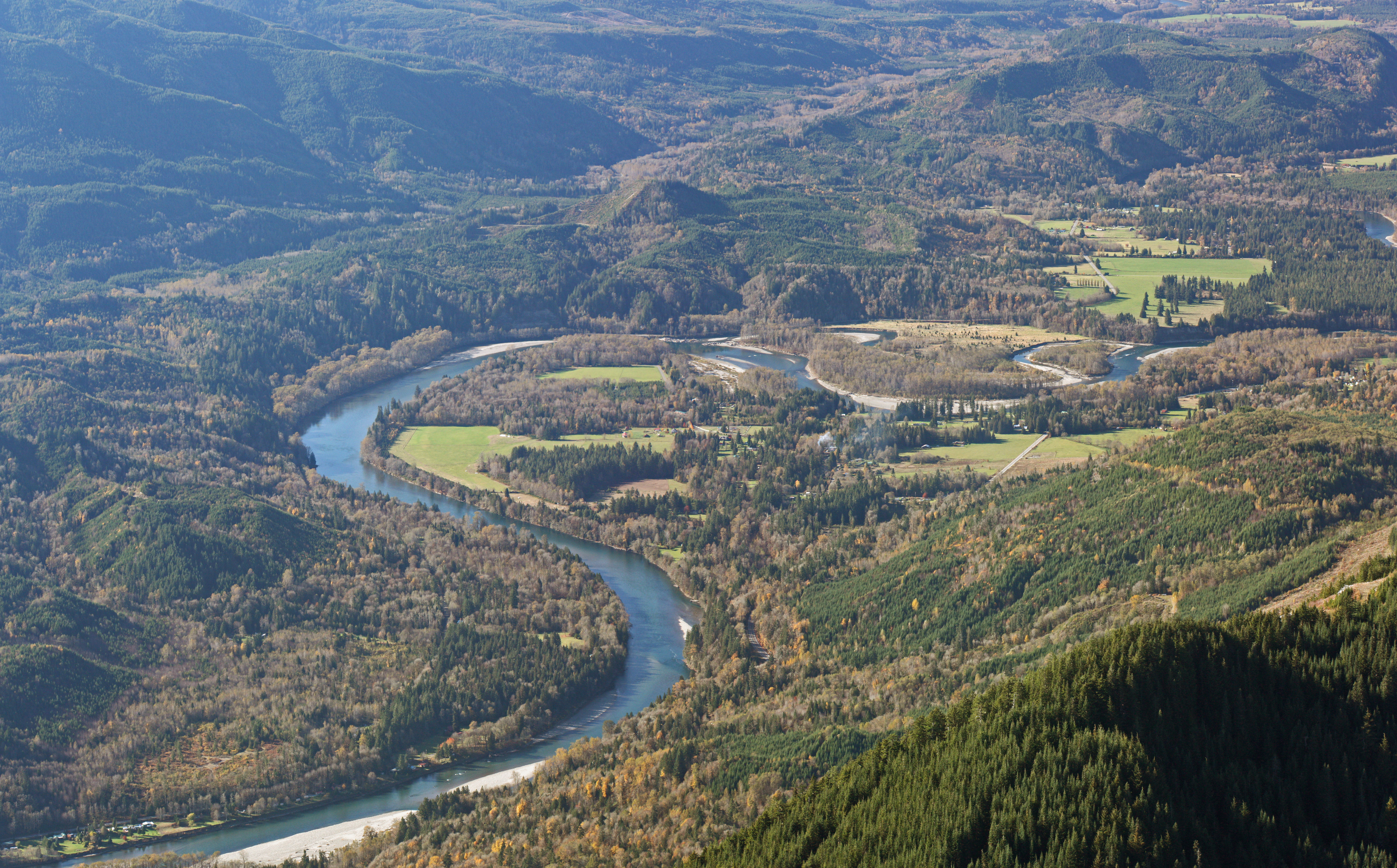

اسکجیت والی (انگلیسی: Skagit Valley) نام یکی از دره‌های ایالت واشینگتن می‌باشد.